# Луонг Суан Труонг
Луонг Суан Труонг (в'єт. Lương Xuân Trường, нар. 28 квітня 1995, Туєнкуанг) — в'єтнамський футболіст, захисник клубу «Хоангань Зялай» і національної збірної В'єтнаму.

## Клубна кар'єра
Народився 28 квітня 1995 року в місті Туйен-Куанг. Вихованець футбольної школи клубу «Хоангань Зялай». Дорослу футбольну кар'єру розпочав 2015 року в основній команді того ж клубу.
Протягом 2016–2017 років пробував свої сили у південнокорейській К-Лізі, де на правах оренди грав за «Інчхон Юнайтед» і «Канвон», проте у жодній з цих команд пробитися до основного складу не зміг.
2018 року повернувся до «Хоангань Зялай», продовживши виступи на батьківщині.

## Виступи за збірні
2013 року дебютував у складі юнацької збірної В'єтнаму, взяв участь у 27 іграх на юнацькому рівні, відзначившись 2 забитими голами.
2015 року залучався до складу молодіжної збірної В'єтнаму. На молодіжному рівні зіграв у 24 офіційних матчах, забив 3 голи.
2018 року захищав кольори олімпійської збірної В'єтнаму. У складі цієї команди провів 5 матчів.
З 2015 року грає у складі національної збірної В'єтнаму. У складі збірної був учасником кубка Азії з футболу 2019 року в ОАЕ. У грі 1/8 фіналу реалізував свою спробу у серії післяматчевих пенальті, що допомогло його команді пройти до чвертьфіналів континентальної першості.
| Дата       | Місто    | Господарі | Результат | Гості   | Турнір                     | Голи | Примітки |
| ---------- | -------- | --------- | --------- | ------- | -------------------------- | ---- | -------- |
| 08-01-2019 | Абу-Дабі | Ірак      | 3 – 2     | В'єтнам | Кубок Азії 2019 - 1-й етап | -    | 65'      |
| 16-01-2019 | Аль-Айн  | В'єтнам   | 2 – 0     | Ємен    | Кубок Азії 2019 - 1-й етап | -    | 53'      |
| Усього     |          | Матчів    | 2         |         | Голів                      | 0    |          |

## Титули і досягнення
- Переможець Чемпіонату АСЕАН: 2018